# Entrance to the End
|  | Denne artikel er oprettet af botten Steenthbot ud fra en ekstern database. Den kan derfor have sproglige fejl eller mangler. Denne skabelon kan fjernes efter kontrol af indholdet. |

Entrance to the End er en dansk dokumentarfilm fra 2018 instrueret af Maria von Hausswolff og Anne Gry Friis Kristensen.

## Handling
En trippet og brutal, psyko-etnografisk ekspedition ind i underbevidsthedens tropiske jungleland. De tætte, tropiske motiver i 'Entrance to the End' er foreviget analogt på 16mm film i Panamas jungler af Maria von Hausswolff under en rejse til Panama, og al lyd i filmen er optaget på et kassettebånd af medinstruktør Anne Gry Kristensen. Mellemtekster sætter tonen og definerer den evolutionære junglelov: 'We didn't come to dominate the world because we were the smartest or the fittest … but because we were the craziest, baddest motherfuckers around.' Hausswolff & Kristensens mørke, audiovisuelle værk er underbevidsthedens svar på en ultravoldelig italo-kannibalfilm fra 70'erne, og på enhver romantisk forestilling som naturen som et harmonisk sted i balance med sig selv og sine indbyggere. En værk mellem virkelighed og fantasi, og et af de mest kompromisløse i år.